# Daróczi Ferenc
Deregnyői Daróczi Ferenc (1572 előtt – 1616. május 1.) Bereg megyei főispán, Giorgio Basta kancellárja.

## Élete
Bereg megyei származású volt. Tagja volt Giorgio Basta erdélyi tanácsadó testületének, aki 1603-ban kancellárrá nevezte ki.  Basta bukása után 1605-ben vagy 1606-ban Bocskai István bebörtönöztette, mert nem volt hajlandó a fejedelemnek alávetni magát.
Utóbb Magyarországon élt és a szepesi kamara elnöke lett. 1610-ben beiktatták beregdaróci ősi birtokába. 1612-ben bárói rangra emelték. 1614-ben és 1615-ben követségeket vezetett Erdélybe, melyeknek eredményként a Magyar Királyság és az Erdélyi Fejedelemség megkötötte a nagyszombati szerződést.
Vera descriptio rerum in Transylvania gestarum post Moldavicam expeditionem gestarum című műve 1600-ban jelent meg.